# إيفان ستويانوف (لاعب كرة قدم بلغاري)
إيفان ستويانوف (بالبلغارية: Иван Стоянов)‏ هو لاعب كرة قدم بلغاري في مركز الدفاع، ولد في 20 يناير 1949 في صوفيا في بلغاريا، وتوفي في 10 ديسمبر 2017. شارك مع منتخب بلغاريا لكرة القدم. أما مع النوادي، فقد لعب مع سبارتك صوفيا وليفسكي صوفيا.

## وصلات خارجية
- إيفان ستويانوف على موقع الاتحاد الدولي (مؤرشف)  (الإنجليزية)
- إيفان ستويانوف على موقع قاعدة بيانات كرة القدم.إي يو (الإنجليزية)
- إيفان ستويانوف على موقع ناشيونال فوتبول تيمز (الإنجليزية)